# Velký Šenov
Velký Šenov là một thị trấn thuộc huyện Děčín, vùng Ústecký, Cộng hòa Séc.